# Drulity
Drulity (deutsch Draulitten) ist ein polnisches Dorf in der Woiwodschaft Ermland-Masuren. Das im ehemaligen Ostpreußen gelegene Dorf gehört zur Gmina Pasłęk (Preußisch Holland) im Powiat Elbląski (Elbing).

## Geografie

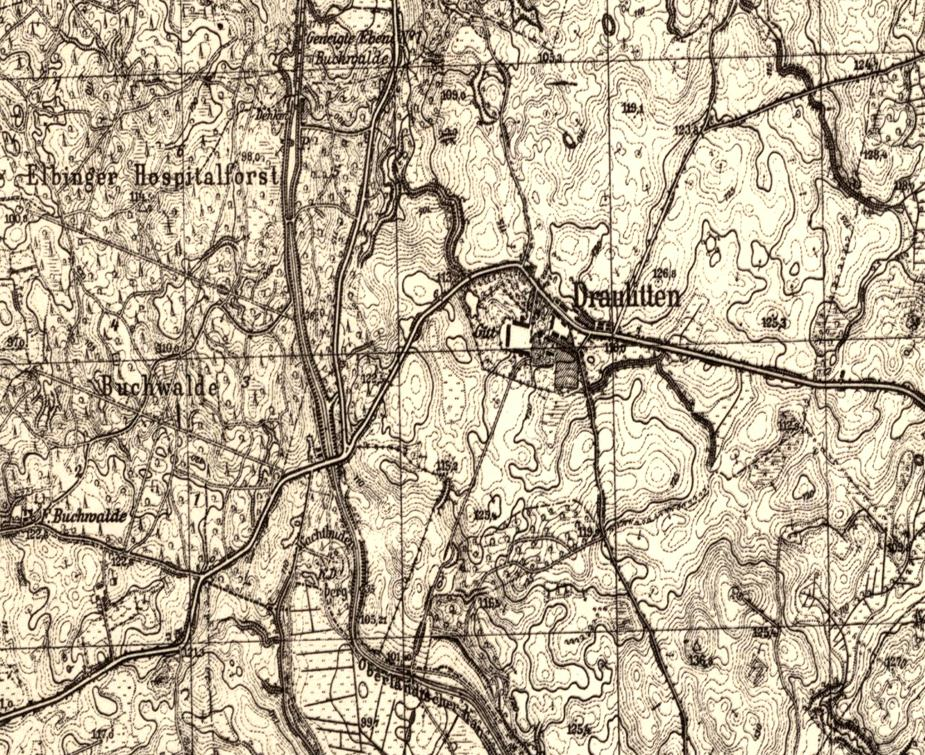
Kartografische Darstellung (1930)

Drulity liegt im Nordwesten der Woiwodschaft Ermland-Masuren, etwa 50 Kilometer Luftlinie von der Ostsee entfernt, auf einer Höhe von 115 Metern über dem Meeresniveau. Das Zentrum der Stadt Pasłęk ist 15 Kilometer entfernt und über die Fernstraße 526 Myślice (Miswalde) – Pasłęk zu erreichen. Zwei Kilometer westlich befindet sich der Oberländische Kanal, dort beginnt auch der Buczyniecer Forst, ein 15 km² großes Waldgebiet. Am Kanalufer wurde ein Caravan-Stellplatz angelegt.

## Geschichte
Quellen zufolge geht Drulity auf das bereits im 16. Jahrhundert bestehende Rittergut Draulitten zurück, das zu dieser Zeit zum Grundbesitz des preußischen Herzogs Albrecht gehörte. Durch Erbfolge ging das Gut später an die Familie von Wallenrodt über, deren Mitglieder bis 1787 Eigentümer blieben. Anschließend war die Familie von Starke bis 1825 Gutsbesitzer auf Draulitten. Als das Gut 1825 an Johann von Banwels verkauft wurde, trieb dieser den Besitz in den Ruin. Er ließ den Gutswald abholzen und ließ die Wirtschaftsgebäude verfallen. Nach Zwangsversteigerung und einem kurzen Zwischenspiel mit der Familie von Besser erwarb schließlich 1851 der Hamburger Kaufmann Jürgen Sthamer Gut Draulitten.

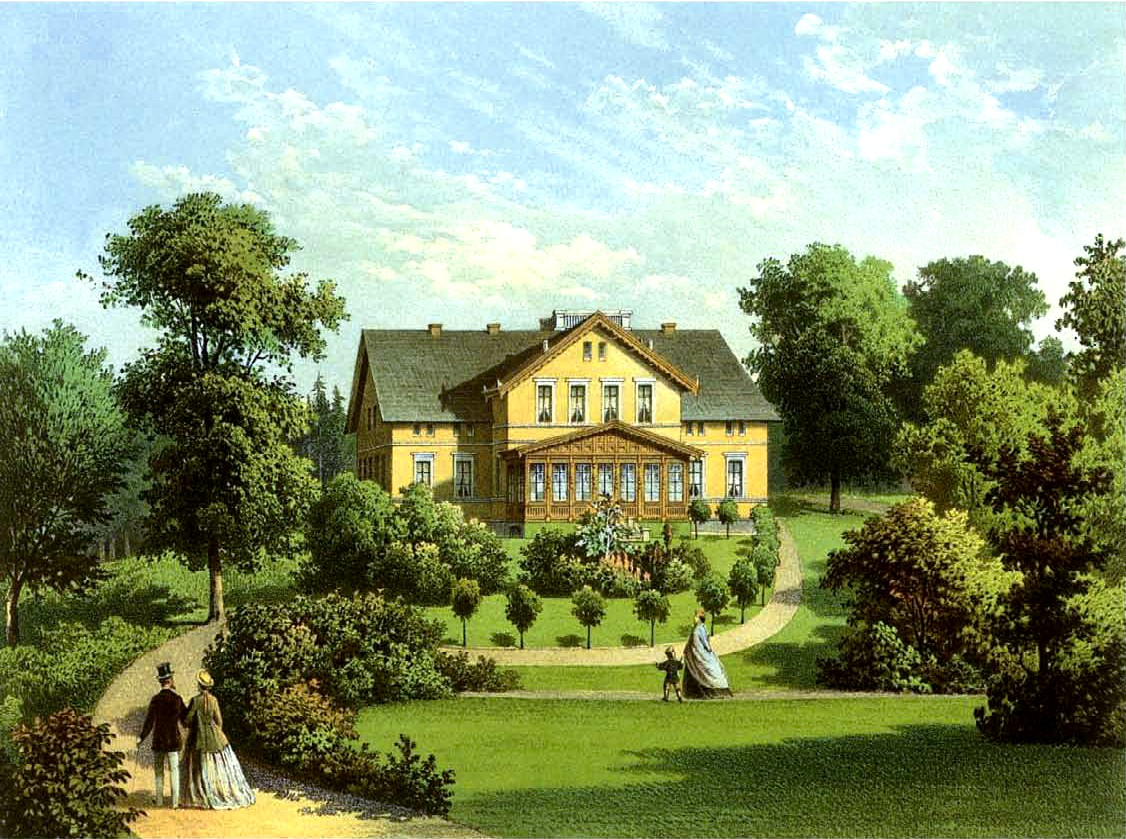
Gutshaus Draulitten um 1860, Sammlung Duncker

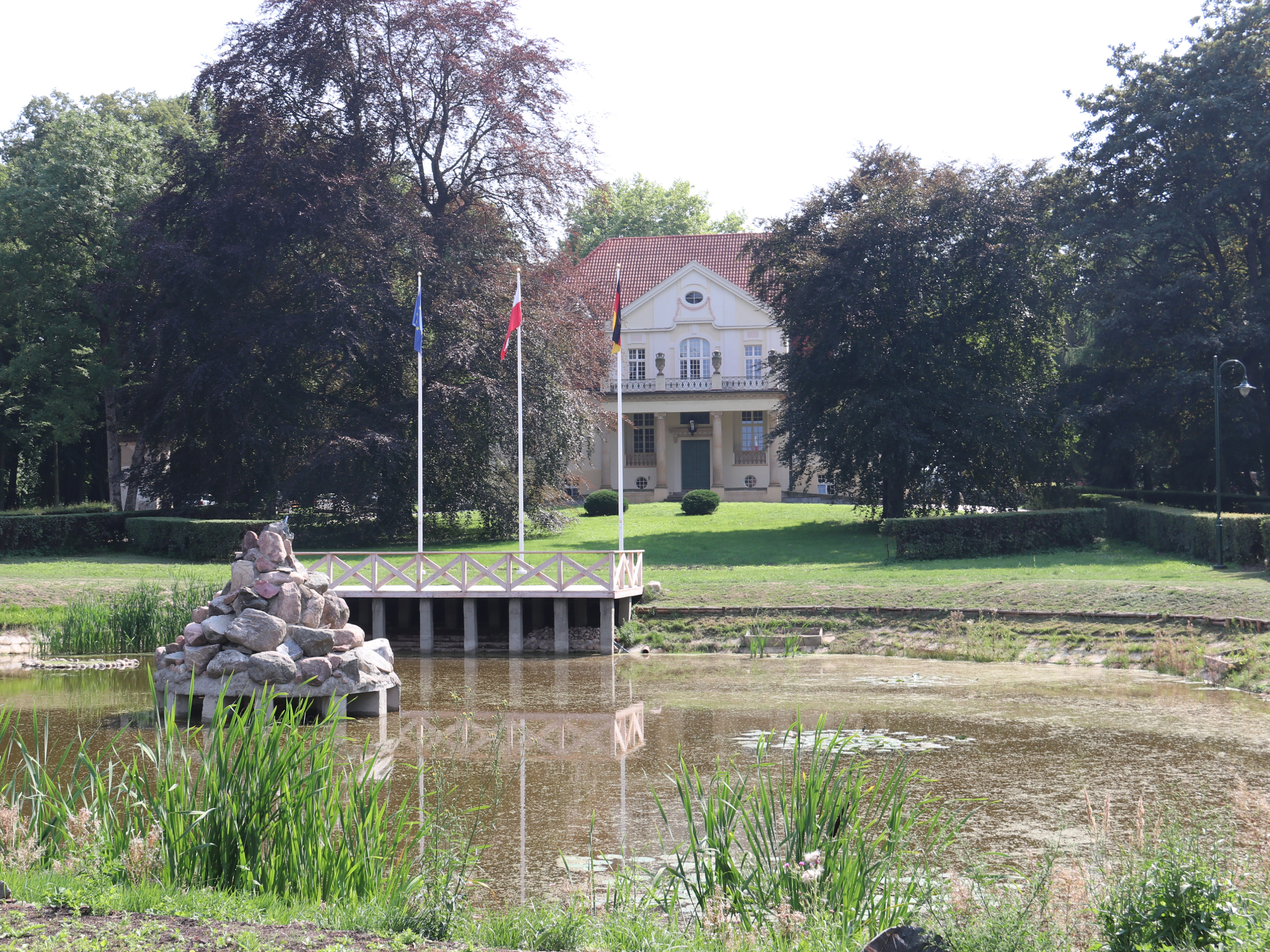
Herrschaftshaus Drulity (2018)

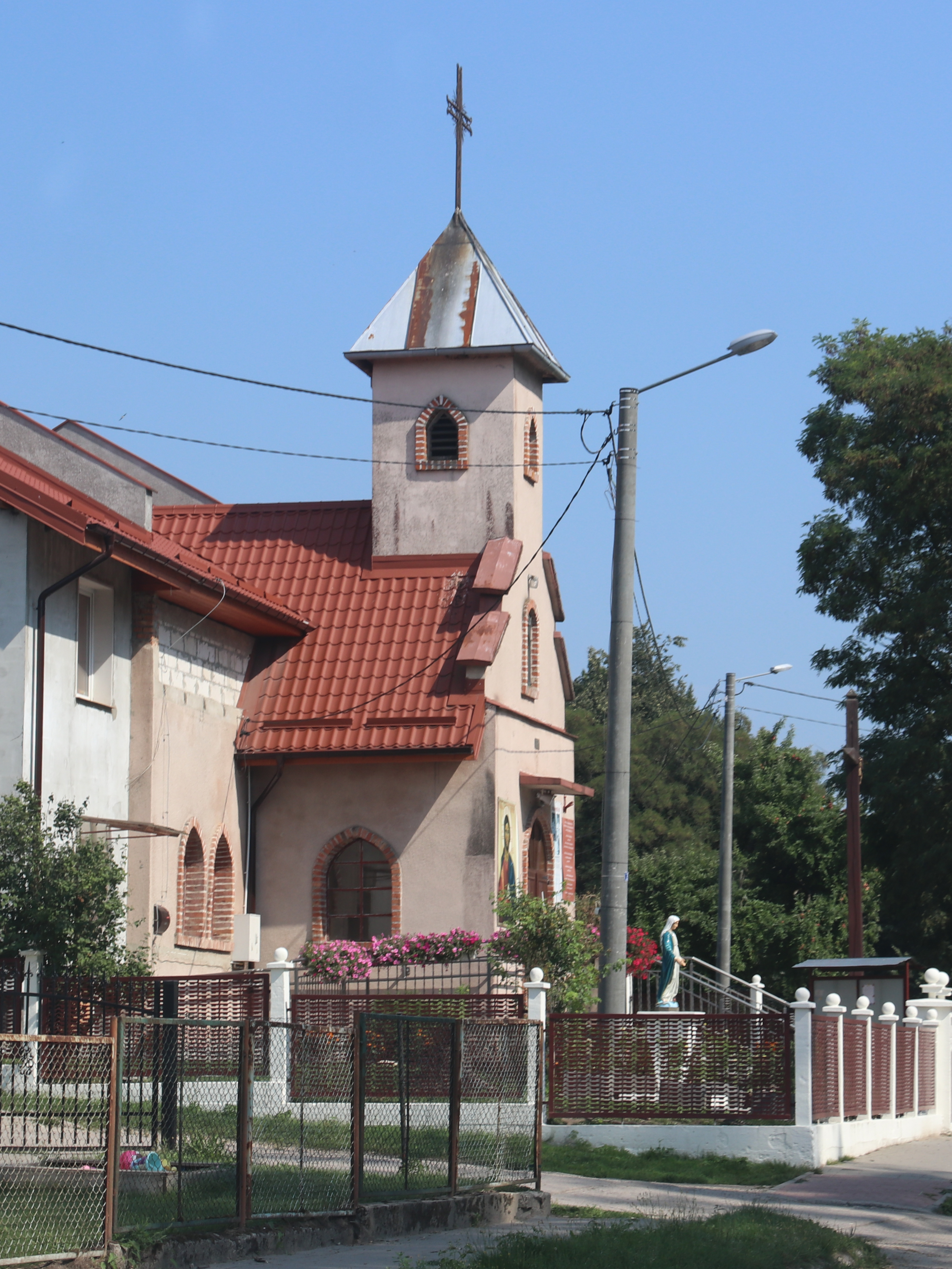
Kirche Drulity (2018)

Sthamer führte das Gut wieder in die Wirtschaftlichkeit, unter anderem betrieb er eine Merinoschafzucht. 1855 errichtete er auf dem Gutsgelände ein repräsentatives Herrenhaus, das im so genannten Hamburger Stil erbaut wurde. Es entstand ein zweigeschossiger Putzbau mit Mittelrisaliten an beiden Hauptfronten. Die Spitzdächer der Risalite erreichten die Firsthöhe des das Hauptgebäude abschließenden Satteldaches. Zur Gartenseite hin wurde dem Risalit in ganzer Breite eine Holzveranda angefügt, deren Vorderfront in sieben Fenster gegliedert war. Der Garten wurde von dem Berliner Gartenbaumeister Lintrop gestaltet.
Zu dieser Zeit wurde Draulitten vom Königreich Preußen beherrscht. Nach dessen Verwaltungsreform von 1815 war es als administrativ selbständiger Gutsbezirk in den Kreis Preußisch Holland eingegliedert worden. Nachdem 1874 Amtsbezirke gebildet worden waren, kam der Gutsbezirk zum Amtsbezirk Dargau. 1910 lebten auf Gut Draulitten 195 Einwohner. Als 1928 die Eigenständigkeit der Gutsbezirke aufgehoben wurde, schlossen sich die beiden Sthamerschen Gutsbezirke Draulitten und Tompitten zur neuen Landgemeinde Draulitten zusammen, deren Einwohnerzahl 1933 232 betrug.
Jürgen Sthamer starb bereits im Jahre des Herrenhausbaus. Kurz darauf brach die Rinderpest aus, die den gesamten Viehbestand vernichtete. Jürgen Sthamers Erbe Emil Sthamer starb bereits vier Jahre nach Übernahme des Guts im Jahr 1859. Draulitten blieb jedoch bis zum Anfang des 20. Jahrhunderts im Besitz der Familie. Nach dem Bau des Oberländischen Kanals geriet das Gut erneut in wirtschaftliche Schwierigkeiten, da als Folge des Kanalbaus weite Flächen Weidelands unter Wasser gesetzt wurden. Andererseits wurde mit dem Ausbau der Chaussee Preußisch Holland – Miswalde, die in drei Kilometer Entfernung an Draulitten vorbeiführte, das Gut in den 1890er Jahren an das ostpreußische Straßennetz angebunden und damit wirtschaftlich gestärkt.
Anfang des 20. Jahrhunderts übernahm die Familie Krahmer Gut Draulitten. Mit dem Eigentumswechsel ging der Umbau des Gutshauses einher. Es wurde ein höheres Mansarddach aufgesetzt, alle Holzelemente wurden ausgetauscht. Dem Mittelrisalit der Frontfassade wurde ein von vier Säulen getragener Balkon vorgesetzt. Dessen aufwändige Balustrade wurde mit vier steinernen Vasen und Postamenten geschmückt. Letzter deutscher Gutsbesitzer war Hans Werner Krahmer. Am Ende des Zweiten Weltkriegs eroberte die Rote Armee Ende Januar 1945 das Gebiet um Draulitten, die Bevölkerung floh nach Westen.
Nach Kriegsende kam das Dorf unter polnische Verwaltung und wurde in Drulity umbenannt. Bei der administrativen Neuordnung Polens wurde das Dorf der Woiwodschaft Olsztyn zugeteilt. Aus dem Rittergut wurde ein Staatsgut, dessen Verwaltung im ehemaligen Gutshaus untergebracht wurde, das zusätzlich auch als Wohnhaus diente. Während der 1980er Jahre wurde das Gutshaus einer Sanierung unterzogen. Nach 1990 wurde das Gut privatisiert und auch das Gutshaus in private Hände gegeben. Die neuen Eigentümer führten Mitte der 1990er Jahre eine erneute Sanierung des Hauses durch, bei der unter anderem das Dach erneuert wurde. 2006 hatte Drulity 410 Einwohner.